# Gymnasium „In der Wüste“
Das Gymnasium „In der Wüste“, kurz „GIdW“, ist ein Gymnasium in Osnabrück-Wüste. Es wurde im Revolutionsjahr 1848 als Mädchen-Bildungsanstalt und Gegengewicht zum katholischen Carolinum und dem evangelischen Ratsgymnasium gegründet.

## Geschichte
Das spätere staatliche Gymnasium „In der Wüste“ ist die drittälteste Schule der Stadt Osnabrück. Nach dem Gymnasium Carolinum (804) und dem Ratsgymnasium (1595), die ausschließlich Jungen aufnahmen, wurde die Schule als „Städtische Höhere Mädchenschule“ gegründet, die sich durch Schulgeld finanzierte. Bis dahin wurden in Osnabrück katholische und evangelische Mädchen nur in privaten Bildungseinrichtungen unterrichtet.
Als Cécile Vezin ihre Töchterschule 1848 aufgab, wurde diese von Weihbischof Carl Anton Lüpke übernommen und als katholische Mädchenschule fortgeführt. Für den Unterricht evangelischer Mädchen in Osnabrück entstand eine Lücke, die der evangelische Magistrat mit einer städtischen Schule zu füllen suchte. Sie stand Mädchen beider Konfessionen offen, tatsächlich wurde sie vornehmlich von evangelischen Mädchen besucht.
Wichtigstes Unterrichtsfach war neben Religion und Literatur der Handarbeitsunterricht. Zwei Sprachen wurden gelehrt; Französisch war erste, Englisch zweite Fremdsprache. „Edle Frauenbildung“ war das Ziel, wie aus der Festschrift zum 50-jährigen Bestehen der Schule 1898 hervorging. Ein Frauenstudium war zu dieser Zeit noch nicht vorgesehen; auf einen Beruf bereiteten etwa Lehrerinnenseminare vor. Zur Vorbereitung darauf diente eine Seminarklasse.
1905 hatte die Schule 500 Schülerinnen, die in zehn Jahrgangsstufen unterrichtet wurden. 1908 wurden mit der preußischen Mädchenschulreform der Weg frei zum Oberlyzeum und der Zulassung zum Studium. In Osnabrück führte die katholische Ursulaschule als „Realgymnasiale Studienanstalt“ 1912 einen Ausbildungsgang ein, der zum Abitur führte. Die Städtische Mädchenschule bot diese Möglichkeit erst nach 1923 an, als neusprachliche Gymnasien mit Abitur eingeführt wurden.
1935 wurde eine hauswirtschaftliche Oberstufe eingerichtet, die neben dem neusprachlichen Zweig bestand. Sie hieß ab 1937 „Oberschule für Mädchen“. 1936 bezog der neusprachliche Zweig Räume der Ursulaschule am Dom, die 1941 geschlossen wurde. Das Schulgebäude wurde 1945 durch Bombardement zerstört.
Nach dem Ende des Zweiten Weltkriegs hatte die Schule ihren Sitz am Heger-Tor-Wall. Sie erhielt nach 1956 die Bezeichnung „Gymnasium für Mädchen, Neusprachliches Gymnasium und Frauenoberschule“. Der hauswirtschaftliche Zweig, der nicht zur allgemeinen Hochschulreife führte, bestand bis 1961 fort. Ab 1959 hatte er sich am Schölerberg befunden und wurde in das 1961 gegründete Käthe-Kollwitz-Gymnasium, ein städtisches neusprachliches Mädchengymnasium mit Frauenoberschule, an der Ameldungstraße eingegliedert.
Koedukation wurde an den städtischen Gymnasien in Osnabrück zum Schuljahr 1970/71 eingeführt. Anfang der 1970er Jahre zog das „Gymnasium für Mädchen, Neusprachliches Gymnasium und Frauenoberschule“ von seinem Standort „am Wall“ in einen Neubau und befindet sich seitdem „in der Wüste“, einem Osnabrücker Stadtteil. Das Käthe-Kollwitz-Gymnasium im Süden des Stadtgebiets verzeichnete in den 1980er Jahren sinkende Schülerzahlen und wurde 1990 geschlossen; das Gymnasium „In der Wüste“ übernahm Schüler und Schulakten.
Am 18. März 2009 besuchte Bundespräsident Horst Köhler die Schule. Thematisiert wurde die Übernahme von Verantwortung als besonderer Aspekt schulischer Friedenserziehung. Das Gymnasium „In der Wüste“ engagiert sich in besonderer Weise im Bereich der schulischen Friedenserziehung mit ganz unterschiedlichen Projekten, zum Teil in Kooperation mit der Friedensstadt Osnabrück.
Im Juni 2010 wurde in der Schule durch den Botschafter Indiens eine Bronzebüste des Pazifisten Mahatma Gandhi enthüllt. Die Büste ist ein Geschenk der indischen Botschaft in Berlin an die Stadt Osnabrück. Gandhis Philosophie der Gewaltlosigkeit, seine Leidenschaft für die Wahrheit, seine große Achtung vor und seinen Respekt gegenüber anderen Religionen sollen als Vorbild dienen und im schulischen Alltag umgesetzt werden.
Ebenfalls im Juni 2010 wurde vor dem Haupteingang der Schule eine Friedensstele des Osnabrücker Künstlers Volker-Johannes Trieb aufgestellt. Eingelasert sind Zitate zum Thema Krieg und Frieden. Die Stele entstand im Rahmen eines Gemeinschaftsprojekts des Künstlers mit der Stadt Osnabrück, unterstützt von der Erich Maria Remarque – Gesellschaft und 25 Unternehmen aus der Region. Die drei Meter hohe Stele mit oben eingepflanztem Apfelbaum versteht die Schule als Mahnung für mehr Toleranz und ein friedliches Miteinander.

## Schulprofil
Die Schule trägt die Titel einer EXPO-Schule, einer Schule mit Medienprofil und einer Europaschule. Ihr Angebot eines bilingualen Französischunterrichts ist in Niedersachsen einmalig. Mehrere Schüler vertraten ihre Heimatstadt als Städtebotschafter in Osnabrücks Partnerstädten im Rahmen eines einjährigen Aufenthaltes.
Das Gymnasium „In der Wüste“ ist als CertiLingua-Schule akkreditiert (zunächst bis 2016). Es ist befugt, das CertiLingua-Exzellenzlabel für mehrsprachige, europäische und internationale Kompetenzen zu verleihen.
Ein Konzept der differenzierten Begabtenförderung wurde entwickelt. Im Rahmen eines Schülerprojektes wurden Innenhöfe als Gärten der Weltreligionen gestaltet.
Eine Besonderheit ist der stadtübergreifende Leistungskurs Musik, der seit 1987 exklusiv am Gymnasium „In der Wüste“ stattfindet.
Die Schule ist ferner Partnerschule des Leistungssports und fördert insbesondere Talente im Fechten, Basketball und in der Leichtathletik.
Seit dem Beginn des Schuljahres 2009/10 wird das Gymnasium „In der Wüste“ als Offene Ganztagsschule geführt.
Des Weiteren erhielt das Gymnasium in den Schuljahren 2008/09, 2009/10, 2010/11 und 2011/12 die Auszeichnung als Humanitäre Schule.

## Schulleiter
- 1848–???? F.W. Wübbel, Emil Bischoff,
- 1869–???? Swart
- 1912–1934 Ludwig Gerlach
- 1934–1945 Walter Gerlach
- 1945–1947 Hans Kiehn
- 1947–1971 Maria Brunkhorst
- 1971–1982 Lieselotte Gramse
- 1982–1989 Erhard Fricke
- 1989–1999 Hans-Günther Kruppa
- 2000–2005 Benno Haunhorst
- 2005–2012 Christoph Schüring
- 2012–2016 Jürgen Westphal
- 2016–2018 Monika Wipperfürth (kommissarisch)
- seit 2018 Nils Fischer

## Bekannte Lehrer
- Dieter Lippelt (* 1938), Tischtennisspieler

## Bekannte Schülerinnen/Schüler
- Marieluise Beck (* 1952), Politikerin
- Claudia Schwarze (* 1958), Cellistin und Musikpädagogin
- Klaus Schreiber (* 1959), Schauspieler
- Jana Klinge (* 1980), Schauspielerin